# Narodni park Chobe
Narodni park Chobe je prvi narodni park v Bocvani in tudi biološko najbolj raznolik. Je na severu države in je tretji največji park v Bocvani, takoj za rezervatom divjadi Centralni Kalahari in narodnim parkom Gemsbok, ki je del čezmejnega parka Kgalagadi.
Ta park je znan po populaciji levov, ki plenijo slone, večinoma mladiče, pa tudi še ne odrasle slone.

## Zgodovina
Prvotni prebivalci tega območja so bili Grmičarji San (znani tudi kot ljudstvo Basarva v Bocvani). Bili so nomadski lovci in nabiralci, ki so se nenehno selili iz kraja v kraj, da bi našli vire hrane in sicer sadje, vodo in divje živali. Danes lahko v skalnatih gričih parka najdete poslikave Sanov.
Na začetku 20. stoletja je bila regija, ki je kasneje postala Bocvana, razdeljena na različne sisteme posesti zemljišč. Takrat je bil večji del območja parka razvrščen kot kronska zemlja. Zamisel o narodnem parku, ki bi zaščitil raznoliko lokalno divjad in spodbujal turizem, je bila prvič predlagana leta 1931. Naslednje leto je bilo 24.000 km2 okoli okrožja Chobe uradno razglašenih za območje brez lova, to območje pa je bilo dve leti pozneje razširjeno na 31.600 km2.
Leta 1943 so se po vsej regiji pojavile močne okužbe s cece muho, kar je odložilo ustanovitev narodnega parka. Do leta 1953 je projekt ponovno pritegnil pozornost vlade: predlagali so, da bi 21.000 km2 postalo lovski rezervat. Lovski rezervat Chobe je bil uradno ustanovljen leta 1960, čeprav manjši od prvotno želenega. Leta 1968 je bil rezervat razglašen za narodni park.
Takrat je bilo v regiji več industrijskih naselij, zlasti v Serondeli, kjer se je razširila lesna industrija. Ta naselja so bila postopoma preseljena iz parka in šele leta 1975 je bilo celotno zavarovano območje izvzeto iz človekove dejavnosti. Danes so v Serondeli še vedno vidne sledi nekdanje lesne industrije. Manjše širitve parka so se zgodile v letih 1980 in 1987.

## Geografija in ekosistemi
Park lahko razdelimo na do 4 območja, od katerih vsako ustreza enemu ločenemu ekosistemu:
- Območje Serondela (ali obrežje reke Chobe), ki je na skrajnem severovzhodu parka, ima kot glavne geografske značilnosti bujne poplavne ravnice in goste gozdove vrst Afzelia quanzensis, Baikiaea plurijuga in drugih listavcev, ki so danes zaradi močnega pritiska slonov v veliki meri zmanjšani. Reka Chobe, ki teče vzdolž severovzhodne meje parka, je pomembno napajališče, zlasti v sušnem obdobju od maja do oktobra, za velike plemenske črede afriških savanskih slonov, družine angolskih žiraf (Giraffa angolensis), črnih grivastih antilop (Hippotragus niger) in kafrskih bivolov. Poplavne ravnice so edino mesto v Bocvani, kjer je mogoče videti Vardonovo obvodno antilopo (tudi puku - Kobus vardonii). V sezoni opazimo veliko število škrlatnih čebelarjev (Merops nubicoides). Med poplavami se na območje zgrinjajo afriške žličarke, ibisi, različne vrste štorkelj, rac in drugih vodnih ptic. To je verjetno najbolj obiskan del Chobeja, predvsem zaradi bližine Viktorijinih slapov v Zimbabveju. Mesto Kasane, ki leži tik dolvodno, je najpomembnejše mesto v regiji in služi kot severni vhod v park.
- Območje močvirja Savuti, veliko 10.878 km2, predstavlja zahodni del parka (50 km severno od vrat Mababe). Močvirje Savuti je ostanek velikega celinskega jezera, katerega oskrbo z vodo je pred davnimi časi prekinila tektonika plošč. Danes močvirje napaja nepredvidljiv kanal Savuti, ki se za daljša obdobja izsuši, nato pa zaradi tektonske aktivnosti na tem območju nenavadno spet teče. Trenutno spet teče in je januarja 2010 prvič po letu 1982 dosegel močvirje Savuti. Zaradi tega spremenljivega pretoka je ob bregovih kanala stotine mrtvih dreves. Regija je prekrita tudi z obsežnimi savanami in valovitimi travniki, zaradi česar je divje živali v tem delu parka še posebej dinamično. V sušnih obdobjih lahko opazimo črne in bele nosoroge, bradavičarke, velike kuduje, impale, burchellove zebre, črnorepe gnuje in črede slonov. V deževnih obdobjih je zastopano bogato ptičje življenje s 450 vrstami. Opažene so tudi črede levov, hijen, zeber ali redkeje jugovzhodnoafriških gepardov. Ta regija je znana po letni selitvi zeber in plenilcev.
- Močvirje Linyanti, ki je na severozahodnem vogalu parka in severno od Savutija, meji na reko Linyanti. Zahodno od tega območja leži rezervat Selinda, na severnem bregu reke Kwando pa je namibijski narodni park Nkasa Rupara. Okoli teh dveh rek so rečni gozdovi, odprti gozdovi in lagune, preostali del regije pa večinoma sestavljajo poplavne ravnice. Obstajajo velike koncentracije čred levov, afriškega leoparda, afriškega hijenskega psa, skokonoge gazele, črne grivaste antilope, črede povodnih konjev in afriških savanskih slonov. Na tem območju se pojavljajo tudi redkejše rdeči liči (Kobus leche), sitatunga (Tragelaphus spekii) in skupina nilskih krokodilov. Raznolikost ptic je bogata.
- Med močvirjema Linyanti in Savuti leži vroče in suho zaledje, ki ga večinoma zaseda travnati gozd Nogatsaa. Ta del je malo znan in je odličen kraj za opazovanje navadne antilope.

- Afriški hijenski pes
- Veliki kudu
- Anhinga rufa
- Burchellova zebra in impala
- Kafrski bivol
- Afriški savanski slon
- dve žirafi
- samec leva
- Lastovičja zlatovranka

## Koncentracija slonov
Park je splošno znan po svoji veliki populaciji slonov, ki jo ocenjujejo na približno 50.000. Sloni, ki tukaj živijo, so kalaharski sloni, največja čreda med vsemi znanimi populacijami slonov. Zanje je značilna precej krhka slonovina in kratki okli, morda zaradi pomanjkanja kalcija v tleh. Škoda, ki jo povzroča veliko število slonov, je na nekaterih območjih zelo razširjena. Pravzaprav je koncentracija slonov v celotnem Chobeju tako visoka, da so razmišljali o pokolu, vendar se zdijo preveč kontroverzni in jih je vodstvo parka doslej zavrnilo. V sušnem obdobju se ti sloni zadržujejo na območjih rek Chobe in Linyanti. V deževnem obdobju se selijo 200 kilometrov na jugovzhodni del parka. Njihovo območje razširjenosti pa sega izven parka in se razteza na severozahodni Zimbabve.

## Ceste
Razmere na cestah v narodnem parku Chobe so zelo odvisne od letnega časa in padavin; za potovanje po parku potrebujete vozilo s pogonom na vsa štiri kolesa. Debel pesek postane problem na obrobju reke Chobe v sušnih mesecih, zlasti ko se temperatura dvigne, medtem ko v deževnem obdobju ceste v bližini reke postanejo blatne.

### Savuti
Ceste Savuti, predvsem zahodna cesta Sandridge od vrat Mababe in ceste severno in južno od kanala Savuti, so običajno debele peščene in težavne za vožnjo. Ko dežuje, vožnja po močvirnih cestah prinaša tveganje za zastoje, saj mokra črna bombažna zemlja postane neprevozna.

### Nogatsaa
Ceste Nogatsaa so v deževnih mesecih premočene in v tem času je mogoče prevoziti le malo cestnega omrežja. V sušnih mesecih potekajo lovske vožnje iz ene ravnice v drugo po cestah z majhnimi, debelimi peščenimi zaplatami. Ko ljudje zapustijo asfaltno cesto iz Kasaneja, se morajo prvih 20 km voziti skozi debel pesek, preden dosežejo peščeno cesto.